# Synchlora hulstiana
Synchlora hulstiana är en fjärilsart som beskrevs av Dyar 1901. Synchlora hulstiana ingår i släktet Synchlora och familjen mätare. Inga underarter finns listade i Catalogue of Life.